# Igúzquiza
Igúzquiza (en euskera: Iguzkitza) es un municipio compuesto español de la Comunidad Foral de Navarra, situado en la Merindad de Estella, en la comarca de Estella Oriental, a 4 km de Estella y a 50,03 km de la capital de la comunidad, Pamplona. Su población en 2020 era de 325 habitantes.

## Toponimia
Se cree que el topónimo Igúzquiza deriva del vasco iguzki, que significa 'sol' y el sufijo abundancial -tza. Por lo que su significado podría traducirse por 'La Solana'.

## Geografía

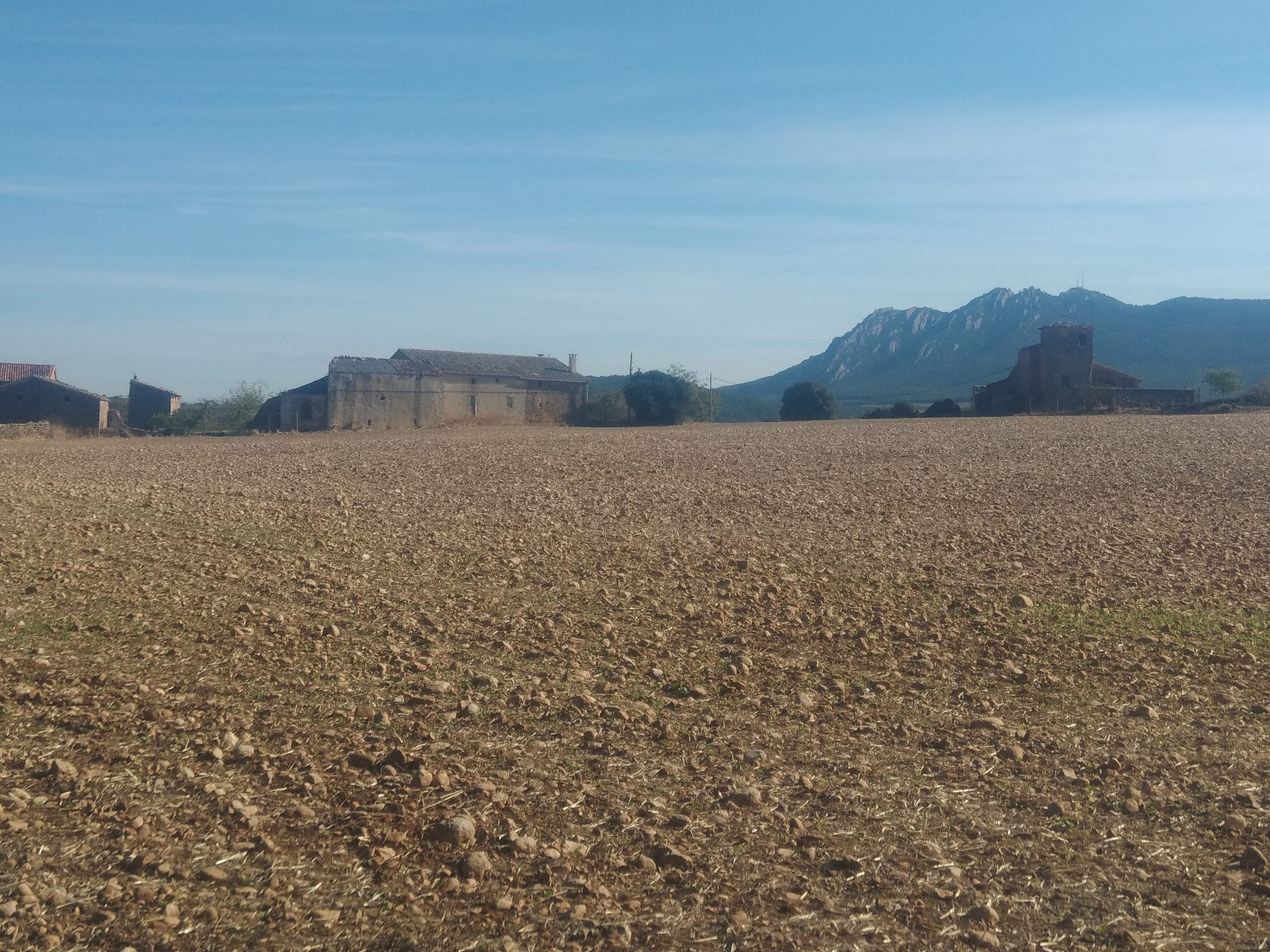
Labeaga, al fondo Montejurra

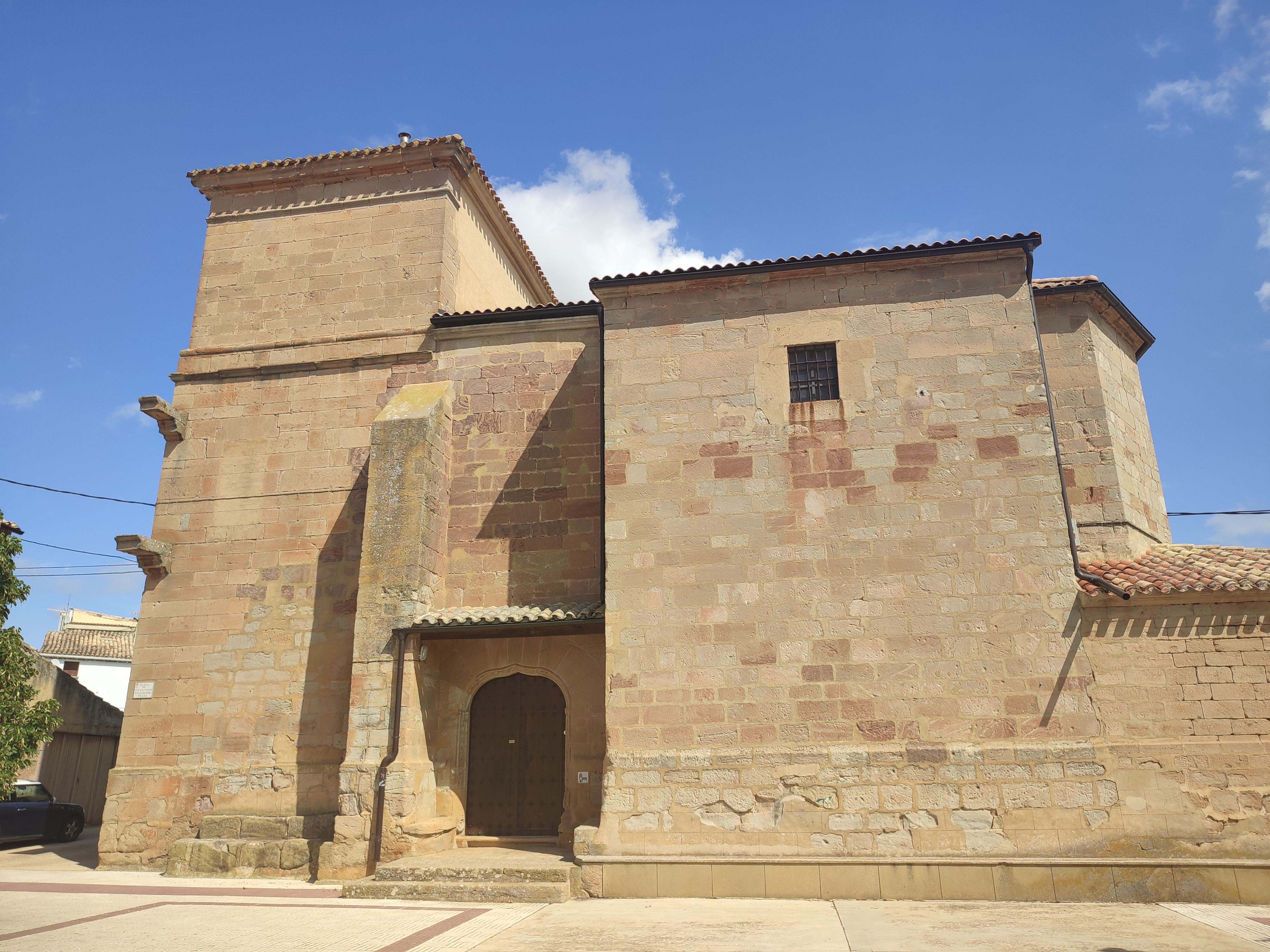
Urbiola, parroquia de San Salvador

Delimita por el norte, con el distrito de Metauten y Allín, por el este con Ayegui, por el sur con Dicastillo, la facería de Montejurra y Luquin, y, finalmente, por el oeste con Villamayor de Monjardín y Abáigar.
El municipio está compuesto por los concejos y lugares de Ázqueta, Igúzquiza, Labeaga y Urbiola.
El río Ega atraviesa el término por la parte septentrional así como delimitando la muga con Metauten, situándose en su orilla derecha.

## Historia
Este distrito funciona como ayuntamiento independiente desde 1846 fecha en la cual desaparece el histórico Valle de Santesteban de la Solana al cual pertenecía todo el conjunto de localidades, junto con los actuales municipios de Arróniz, Barbarin, Luquin y Villamayor de Monjardín.

## Símbolos
El escudo usa las mismas armas del escudo de Navarra, salvo la esmeralda central, es decir, expresado en términos heráldicos:
«de gules y las cadenas puestas en orla, cruz y sotuer de oro, pero sin la esmeralda en el abismo».
Según informa la Gran enciclopedia de Navarra:
«Este blasón era el propio del valle de Santesteban de la Solana y cuando Arróniz, Villamayor, Barbarin y Luquin formaron ayuntamientos independientes, las restantes poblaciones siguieron unidas administrativamente y usando las armas de todo el valle.

## Demografía
Igúzquiza cuenta con una población de 302 habitantes (INE 2024).
| Gráfica de evolución demográfica de Igúzquiza entre 1842 y 2021 |
| |
| Población de derecho según los censos de población del INE Población de hecho según los censos de población del INEEn este censo se denominaba Yguzquiza: 1842 Entre el censo de 1857 y el anterior, crece el término del municipio porque incorpora a 315022 (Azqueta), y 315105 (Urbiola) y la entidad Labeaga del municipio 315064 (Lácar y Labeaga) |

#### Distribución de la población
El municipio se divide en los siguientes núcleos de población, según el nomenclátor de población publicado por el INE (Instituto Nacional de Estadística). Los datos de población se refieren a 2014.
| Entidad de Población | Población (2014) |
| -------------------- | ---------------- |
| Ázqueta              | 54               |
| Igúzquiza            | 200              |
| Labeaga              | 32               |
| Urbiola              | 47               |

## Patrimonio
Dentro del conjunto municipal destacan, por localidades:

### Ázqueta
- Iglesia parroquial de San Pedro: un templo medieval modificado en el siglo XVI con un estilo entre gótico y renacentista, sido recientemente restaurada.

Hubo una ermita dedicada a San Cristóbal aunque está ya desaparecida. Según noticias, con sus piedras y en el mismo lugar se edificó el actual cementerio en un alto cercano en dirección a Igúzquiza. También quedan noticias, por el nombre del término, de otra dedicada a San Pantaleón en dirección hacia Montejurra. Existe un lugar llamado «Fuente de San Pantaleón».

### Igúzquiza
- Iglesia parroquial de San Andrés: de estilo románico de finales del siglo XII.
- Ermita de la Inmaculada: construida en el siglo XVII.[9]
- Palacio Cabo de Armería: construido en el siglo XVI y perteneciente a los Velaz de Medrano.

### Labeaga
- Iglesia parroquial de San Germán y San Servando: templo medieval que conocido numerosos cambios a lo largo de los siglos.
- Despoblado de Santa Gema: lugar donde se tiene noticia que existió un monasterio del siglo X. Actualmente son las ruinas de la ermita de Santa Gema sobre el mismo solar del monasterio.[10]
- Molino de Labeaga: cerca de la presa del río Ega, utilizado por los vecinos.

### Urbiola
- Iglesia parroquial de San Salvador:en el centro del concejo y de origen medieval, aunque modificado en los siglos XVI y XVIII.
- Palacio de Eguilaz: casa palaciega del siglo XVII.
- Ermita de San Juan (desaparecida): Se mantiene el «topónimo en las afueras del pueblo, en un pequeño montículo, a pocos metros y a la izquierda de la carretera de Ayegui a Los Arcos.» Es posible que guarde relación con la encomienda de Cogullo, del Gran Priorato de Navarra, en un paraje conocido como «convento quemau», por las noticias de la presencia de la Orden de San Juan en la zona.[11]